# Missoula megye
Missoula megye az Amerikai Egyesült Államokban, azon belül Montana államban található. Megyeszékhelye és legnagyobb városa Missoula. Lakosainak száma 117 922 fő (2020. április 1.). Missoula megye Lake, Granite, Ravalli, Mineral, Sanders, Flathead, Powell, Idaho és Clearwater megyékkel határos.

## Népesség
A megye népességének változása:
| Lakosok száma | 109 426 | 110 162 | 111 103 | 111 807 | 114 181 | 117 922 |
|               | 2010    | 2011    | 2012    | 2013    | 2015    | 2020    |